# Ururi
Ururi (in Arbëresh, IPA: [ar'bəreʃ]: Rùri) ist eine italienische Gemeinde (comune) mit 2400 Einwohnern (Stand 31. Dezember 2023) in der Provinz Campobasso in der Region Molise. Die Gemeinde liegt etwa 41 Kilometer nordwestlich von Campobasso.

## Geschichte
Ursprünglich ist der Name der Gemeinde aus einer Ansiedlung namens Aurora entstanden (so auch ein Dokument aus dem Jahre 1075). Die Bezeichnung ist wohl byzantinischen Ursprungs. Bis heute gibt es eine albanischsprachige Minderheit in Ururi.

## Söhne und Töchter
- Mario Tanassi (1916–2007), italienischer Politiker